# Lukardis von Oberweimar

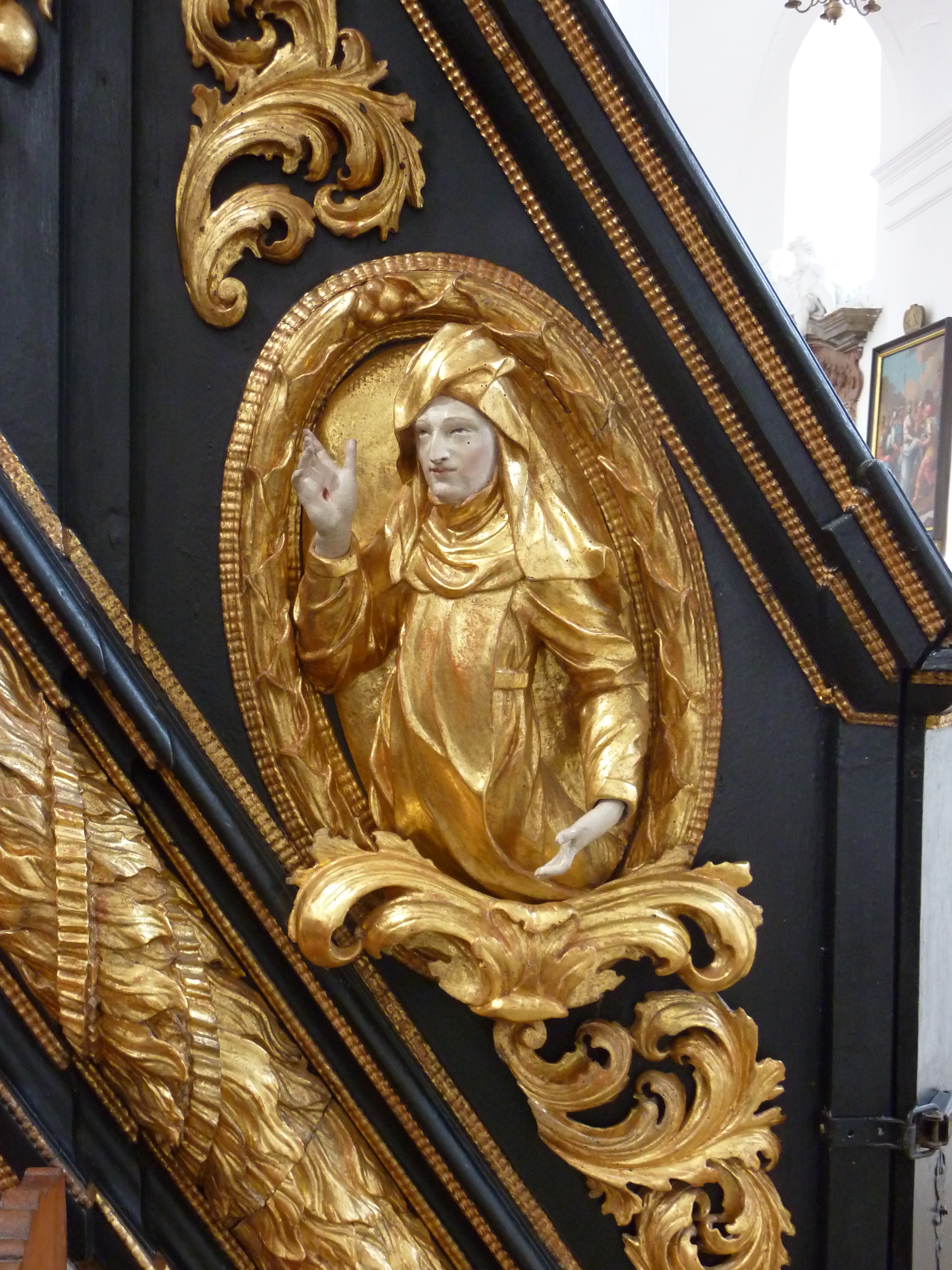
Darstellung der Lukardis an der Kanzel der Stiftskirche Baumgartenberg, Oberösterreich

Lukardis von Oberweimar OCist (* zwischen 1262 und 1276 vermutlich in Erfurt; † 22. März 1309 in Oberweimar) war eine deutsche Zisterzienserin und Mystikerin. Sie wird in der römisch-katholischen Kirche als Selige verehrt.

## Leben und Legende
Das wenige, das über das Leben der Lukardis bekannt ist, entstammt einer wohl bald nach ihrem Tod verfassten, hagiographischen Vita aus der Hand eines Unbekannten. Sie ist vollständig lediglich in einem Manuskript aus dem 14. Jahrhundert erhalten. Die auf Pergament gefertigte, nur 9,75 × 8,5 cm große Handschrift befindet sich unter der Inventarnummer 2754 in der Schönbornschen Bibliothek auf Schloss Weißenstein in Pommersfelden, wohin sie aus der Bibliothek des Petersklosters in Erfurt kam. Die Vita füllt die Folia 1–88 der 194 Blätter umfassenden Handschrift. Eine zweite Fassung befindet sich in der Staatsbibliothek zu Berlin.
Das einzig konkrete Datum, das der Vita zu entnehmen ist, ist das ihres Todes am undecimo Kalendas Aprilis, das heißt am 22. März, des Jahres 1309. Aus der zuvor mitgeteilten Angabe, Lukardis habe die 33-jährige Leidenszeit Jesu wiederholt, schloss man allgemein, dass auch ihr Leben nur 33 Jahre währte, sie mithin im Jahr 1276 geboren worden sein müsste. Weit verbreitet ist zudem eine Datierung ihrer Geburt in das Jahr 1274. Demgegenüber hat Aviad M. Kleinberg darauf hingewiesen, dass sich diese Angabe nicht auf die Lebenszeit, sondern auf die Leidenszeit der Lukardis bezieht – diese habe im Jahr 1276 begonnen. Zu diesem Zeitpunkt hatte Lukardis dem Zisterzienserinnenkloster Oberweimar bereits ein halbes Jahr als Krankenmeisterin (magistra infirmarum) gedient – eine Aufgabe, von der sie als Folge ihrer aufgetretenen Kränklichkeit entbunden wurde. Kleinberg setzt bei seinem Ansatz des Geburtsjahres voraus, dass die mit zwölf Jahren – eine weitere Angleichung an das Leben Jesu und den Tempelbesuch des Zwölfjährigen – dem um 1244 gegründeten Konvent Beigetretene nicht unmittelbar mit dieser Aufgabe betraut worden war. Er vermutet, dass Lukardis zunächst ein einjähriges Noviziat absolvieren musste und ein weiteres Jahr der Klostergemeinschaft angehörte, bevor sie zur Krankenmeisterin berufen wurde. Ihr Geburtsjahr müsse daher um 1262, ihr Eintritt in den Konvent um 1274 anzusetzen sein. Dem folgt die neuere Forschung zunehmend.
Über Herkunft, Familie und Kindheit gibt die wohl im Auftrag des Klosters geschriebene Vita der „Hausheiligen“ kaum Auskunft. Aus dem wenigen kann man schließen, dass Lukardis nicht aus ärmlichen Verhältnissen kam. Anlässlich des bald nach ihrer Einkleidung eingetretenen Todes der Mutter in Erfurt, über den sie von ihrer leiblichen Schwester im Kloster unterrichtet wurde, erfährt man von diesbezüglichen Feierlichkeiten und sie selbst hatte in ihrer Zelle ein Marienbild, das aus dem Besitz der heiligen Elisabeth von Thüringen stammte. An Personen, die aus dem klösterlichen Umfeld mit Lukardis verbunden waren, nennt die Vita ihre Beichtväter: einen noch zu Lebzeiten Lukardis’ verstorbenen Heinrich von Mühlhausen und einen Bruder Eberhard. Dieser war Mitglied des Dominikanerordens, was wahrscheinlich auch für jenen zutrifft, da die Frauenseelsorge (cura monialium) seit den diesbezüglichen Anweisungen des Hermann von Minden aus den Jahren 1286 und 1290 zu den Aufgaben des Ordens zählte. Einzig namentlich erwähnte Mitschwester war eine Agnes, die dem Leidensweg Lukardis’ folgte.
Mystisch begabt, vertiefte Lukardis sich in die Passion Christi. So wird in der Vita berichtet, sie habe ausgedehnt in Kreuzform gestanden und gelegen. Schließlich habe sie Stigmata empfangen, zunächst unsichtbar, mit der Zeit aber durch Selbstverletzung auch äußerlich zum Vorschein gebracht. Während der Selbstbeibringung der Stigmata, die durch krampfhaftes Schlagen mit dem Finger einer Hand durchgeführt wurde, sollen auch andere Personen wie metallisch klingende Geräusche wahrgenommen haben. Ihren Visionen gegenüber skeptisch, soll sie die Stigmata anfänglich versteckt gehalten haben. Gott bestärkte sie jedoch und Lukardis zeigte sie offen. Darüber hinaus wird von mystischen Visionen berichtet, die Lukardis bei der Betrachtung der Empfängnis und Geburt Jesu Christi erfahren habe und die sie die Schwangerschaft Mariae körperlich haben erleben lassen. Die äußeren Umstände der Visionen riefen eine starke Verehrung der Mystikerin hervor, der auch übernatürliche Heilungen zugeschrieben wurden.
Nach ihrem Tod hielt die Verehrung Lukardis’ an.  Infolge der Reformation ging die Verehrung unter. Auf ihr Grab gibt es heute in der ehemaligen Klosterkirche keine Hinweise mehr.